# Fachverband Werkzeugindustrie
Der Fachverband Werkzeugindustrie e. V. (FWI) ist ein deutscher Branchenverband. Er vertritt ca. 160 deutsche Werkzeughersteller und Hersteller von Produkten für die Baubefestigungstechnik. Neben produkt- und themenbezogenen Arbeitskreisen und Veranstaltungen bietet der Verband seinen Mitgliedern Dienstleistungen u. a. auf folgenden Gebieten:
- Betriebswirtschaft und Statistik
- Recht und Technik, Normung
- Handel und Außenwirtschaft
- Qualitätsmanagement und Umweltschutz
- Öffentlichkeits- und Lobbyarbeit

## Betreuungsbereich
Der FWI betreut folgende Produktgruppen:

### Handwerkzeuge
- Äxte und Beile, Beitel, Hobel und Hobeleisen, Handsägen
- Feilen
- Hämmer und Meißel
- Meßzeuge
- Rohr- und Installationswerkzeuge
- Schraubwerkzeuge, Schraubenzieher
- Abziehwerkzeuge
- Schraubstöcke, Schraubzwingen
- Zangen
- Bau- und sonstige berufsspezifische Werkzeuge
- Isolierte Werkzeuge für Arbeiten unter Spannung

### Maschinenwerkzeuge
- Einsteckwerkzeuge für Bergbau, Straßenbau, Tiefbau
- Maschinenmesser
- Frässtifte
- Kreissägeblätter, Segmentsägen, Lang- u. Bandsägeblätter für Metall
- Holzsägeblätter, Stammblätter
- HSS- und HM-Umform- und Sonderwerkzeuge, Ziehwerkzeuge
- Bohrer für Metall, Gewindewerkzeuge

### Baubefestigungstechnik
- Bolzensetztechnik
- Dübel
- HM-Mauerbohrer